# Basilisk II

Entwicklungsgeschichte

Basilisk II ist ein freier Emulator für Macintosh-Rechner auf Basis der Motorola-68000er-Familie.
Als Gast-Betriebssystem werden dementsprechend Versionen von Mac OS bis einschließlich Mac OS 8.1 unterstützt. Neuere Versionen von MacOS benötigen einen PowerPC-Prozessor, der von Basilisk II nicht emuliert wird, stattdessen aber von anderen Programmen wie SheepShaver oder PearPC.
Basilisk II selbst ist auf fast allen gängigen Betriebssystemen lauffähig, darunter Linux- und Unix-Derivate, Windows-NT-Reihe, macOS, BeOS und moderne Versionen von AmigaOS. Auf Geräten mit 68000er-CPU wird statt einer Emulation die echte CPU des Systems verwendet.
Seit 2006 gab es von Seiten des Projektes keine offizielle Veröffentlichung mehr, der Emulator wurde jedoch bis 2008 weiterentwickelt, seitdem wurden ausschließlich Fehlerkorrekturen in die Codebasis eingepflegt. Der aktuelle Quelltext ist über das CVS-Repository des Projektes verfügbar, von dritter Seite werden in unregelmäßigen Abständen fertige Programmpakete ("builds") zusammengestellt und angeboten.